# Национальное объединение (Литва)
Национальное объединение (лит. Nacionalinis susivienijimas) — литовская правая политическая партия. Основана в 2020 году. Лидер партии с момента основания — философ Витаутас Раджвилас. По итогам парламентских выборов 2024 года располагает 1 мандатом в Сейме Литовской Республики.

## Участие в выборах
На выборах 2020 года в Сейм партия набрала 2,21 % по спискам и не прошла в парламент. На выборах 2024 года Национальное объединение набрало 2.93 %, но благодаря победе кандидата Витаутаса Синицы в одномандатном округе Пилайте—Каролинишкес партия получила 1 место в парламенте. 15 августа 2025 года Синица был исключён из Национального объединения в связи «с многократным проведением незаконных заседаний [партийного] Совета без кворума, руководством ими и реализацией решений, принятых без кворума», а также организацией акции протеста против нахождения офиса лидера белорусской оппозиции Светланы Тихановской в Вильнюсе.
На муниципальных выборах 2023 года партия набрала 4,83 % в Вильнюсе. По итогу выборов 3 члена Национального объединения прошли в Вильнюсский городской совет.

## Идеология
Идеология партии основывается на консерватизме. Партия выступает за ограничение миграции в Литву называя миграционные тенденции "колонизацией Литвы", закрытие школ национальных меньшинств. Поддерживает традиционный взгляд на семью и институт брака.
Партия активно выступает за увековечивание памяти литовских националистов (Йонас Норейка, Юозас Крикштапонис, Казис Шкирпа), сотрудничивших с немецкими оккупационными властями в годы оккупации Литвы.